# Iodură de potasiu
Iodura de potasiu este sarea de potasiu a acidului iodhidric. Este o pulbere albă ce se obține din iod și hidroxid de potasiu. Eliberează iod prin reacție cu clorul sau acidul sulfuric și servește la tratarea carenței de iod precum și ca prim ajutor în caz de contaminare radioactivă.

## Proprietăți

### Chimice
La electroliza iodurii de potasiu se obține iod elementar. 
Precipitarea iodurii de cupru:În reacția cu sulfatul de cupru, iodura de potasiu precipită iodura de cupru (II) care, fiind instabilă, trece în monoiodură de cupru, după reacția:
{\displaystyle \mathrm {4KI(aq)+2CuSO_{4}\longrightarrow 2K_{2}SO_{4}+2CuI_{2}} }
{\displaystyle \mathrm {2CuI_{2}=2CuI+I_{2}} }
Procedura Wagner: Acest procedeu ajută la obținerea iodului și implică o iodură alcalină; cel mai adesea, se folosește iodura de potasiu, care este tratată, în mediu acid, cu clorură de fier (III). În urma reacției rezultă clorură de fier (II), clorură de potasiu și iod elementar:
{\displaystyle \mathrm {2FeCl_{3}+2KI\longrightarrow 2FeCl_{2}+2KCl+I_{2}} }
Procedeul scoțian (Metoda Wollaston): Prin tratarea la cald a unui amestec de iodură de potasiu cu bioxid de mangan și acid sulfuric de concentrație 50%, se obține sulfat de potasiu, sulfat de mangan, iod elementar și apă:
{\displaystyle \mathrm {2KI+MnO_{2}+2H_{2}SO_{4}\longrightarrow K_{2}SO_{4}+MnSO_{4}+I_{2}+2H_{2}O} }

### Medicale
Iodul radioactiv este unul dintre produsele secundare ale reacției chimice a uraniului din centralele electrice nucleare.
În condițiile în care tiroida tinde să acumuleze iod radioactiv, persoanele aflate în pericol pot lua iodură de potasiu, ce conține iod stabil și apără glanda tiroidă.